# Theogene Rudasingwa
Dr. Theogene Rudasingwa (nascut en 1960) és una figura destacada en el Congrés Nacional de Ruanda i antic Cap d'estat major del president de Ruanda Paul Kagame (2000-2004), antic secretari general del partit en el govern de Ruanda, el Front Patriòtic Ruandès (FPR), i antic ambaixador als Estats Units de 1996 a 1999. Rudasingwa ha estat en l'exili als EUA des de 2004 després d'haver caigut en desgràcia amb el president Kagame i recentment condemnat a 24 anys de presó per un tribunal de Ruanda amb acusacions que podrien haver estat motivades políticament. Rudasingwa va néixer fora de Ruanda i ha viscut la majoria de la vida fora del país.
Rudasingwa va ser un dels que va aportar proves el 2013 a Espanya en relació amb càrrecs de genocidi i crims de guerra de dirigents de l'Exèrcit Patriòtic Ruandès (EPR) i del FPR a Ruanda i a la República Democràtica del Congo entre 1994 i 2000. El propi Rudasingwa era general en aquells anys.